# Cabo Berteaux

O cabo Berteaux é um cabo superado por uma alto pico rochoso entre a baía Mikkelsen e a Plataforma de Gelo Wordie na costa oeste da Terra de Graham. A Expedição Antártica Francesa sob o comando de Charcot, 1908–1910, aplicou originalmente o nome Berteaux a uma ilha basicamente nesta posição. A Expedição Britânica da Terra de Graham (BGLE) sob o comando de Rymill, 1934–1937, identificou a característica observada por Charcot como o cabo descrito acima. Foi assim denominada por Charcot em homenagem a Monsieur Berteaux, que ajudou a obter fundos para sua expedição.
 Este artigo incorpora material em domínio público  de United States Geological Survey   , documento "Cabo Berteaux" (conteúdo do Geographic Names Information System).